# Korbach
Korbach è una città tedesca di 23 706 abitanti, situata nel Land dell'Assia.